# Zikanapis copo
Zikanapis copo is een vliesvleugelig insect uit de familie Colletidae. De wetenschappelijke naam van de soort is voor het eerst geldig gepubliceerd in 2006 door Compagnucci.